# Lema (filosofia)
Em lógica informal e mapeamento de argumentos, um lema é simultaneamente uma contenção para premissas abaixo dele e uma premissa para uma contenção acima dele.